# Crinia insignifera
A Crinia insignifera a kétéltűek (Amphibia) osztályának békák (Anura) rendjébe, a Myobatrachidae családba, azon belül a Crinia nembe tartozó faj.

## Előfordulása
Ausztrália endemikus faja. Ausztrália Nyugat-Ausztrália államának délnyugati szegletében, Gingintől Busseltonig, valamint a Rottnest-szigeten honos. Elterjedési területének mérete körülbelül 17 200 km².

## Megjelenése
Kis termetű talajlakó békafaj, testhossza elérheti a 30 mm-t. Háta barna, szürke vagy vöröses színű, időnként hosszanti csíkokkal, pettyekkel vagy foltokkal tarkítva. A szemek között gyakran háromszög alakú folt található. A lábakon sötét vízszintes sávok húzódnak. A hasa fehér, apró szürke vagy fekete foltokkal. A hímeket az alsó állkapocs pereme körüli sötét szegélyről lehet felismerni. Pupillája vízszintes elhelyezkedésű, a szivárványhártya aranyszínű. Sem a mellső, sem a hátsó lábán nincs úszóhártya, ujjain nincsenek korongok.

## Életmódja
A téli esők idején költ, a hímek áprilisban, majd kora tavasszal hívják énekükkel a nőstényeket. A petéket egyenként rakja le a tavak vagy mocsarak sekély vizének aljára. Az ebihalak elérhetik a 2,5 cm hosszúságot, színük változékony, a homokszínű aranytól a sötétbarnáig vagy szürkéig terjed, gyakran apró sötétebb foltokkal. A farok csúcsa szélesre lekerekített. Az ebihalak a víztestek alján maradnak, és körülbelül kettő-öt hónap alatt fejlődnek békává.

## Természetvédelmi helyzete
A vörös lista a nem fenyegetett fajok között tartja nyilván. Több védett területen is megtalálható.